# Troglohyphantes croaticus
Troglohyphantes croaticus este o specie de păianjeni din genul Troglohyphantes, familia Linyphiidae. A fost descrisă pentru prima dată de Chyzer, 1894. Conform Catalogue of Life specia Troglohyphantes croaticus nu are subspecii cunoscute.